# Bandeira do Daguestão
A Bandeira do Daguestão é um dos símbolos oficiais da República do Daguestão, uma subdivisão da Federação Russa. Foi aprovada pelo Parlamento da República em 26 de fevereiro de 1992.

## Descrição
Seu desenho consiste em um retângulo com proporção largura-comprimento de 2:3 dividido em três linhas horizontais de mesma altura nas cores verde, azul e vermelha, respectivamente. A proporção atual é de 2:3, no entanto, quando foi estabelecida, era de 1:2.

## Simbologia
Suas cores simbolizam:
- Verde - a vida, a abundância de terras do Daguestão, ao mesmo que é um tradicional cor do Islã (A maioria da população é composta por muçulmanos sunitas).
- Azul  - a cor do Mar (parte oriental da República é banhada por mar Cáspio), simboliza também a beleza e a majestade do povo;
- Vermelho - democracia, da educação, a fidelidade além coragem e valentia do país.

As cores azul e vermelha coincidem com as cores da bandeira da Rússia.